# Кропивнянська сільська рада (Золотоніський район)
Кропи́внянська сільська́ ра́да — колишня адміністративно-територіальна одиниця та орган місцевого самоврядування в Золотоніському районі Черкаської області. Адміністративний центр — село Кропивна.

## Загальні відомості
- Населення ради: 1 754 особи (станом на 2001 рік)

## Населені пункти
Сільській раді були підпорядковані населені пункти:
- с. Кропивна
- с. Маліївка
- с. Щербинівка

## Склад ради
Рада складалася з 16 депутатів та голови.
- Голова ради: Рябуха Ніна Олексіївна
- Секретар ради: Гаркуша Світлана Миколаївна

### Керівний склад попередніх скликань
| Прізвище, ім'я, по батькові | Основні відомості                                                                                  | Дата обрання | Дата звільнення |
| --------------------------- | -------------------------------------------------------------------------------------------------- | ------------ | --------------- |
| Пузєєв Олександр Іванович   | Сільський голова, 1958 року народження, освіта вища, член Всеукраїнського об'єднання «Батьківщина» | 26.03.2006   | 31.10.2010      |
| Пузєєв Олександр Іванович   | Сільський голова, 1958 року народження, освіта вища, безпартійний                                  | 31.10.2010   | 01.04.2013      |
| Рябуха Ніна Олексіївна      | Сільський голова, 1962 року народження, член Партії регіонів                                       | 15.12.2013   |                 |

Примітка: таблиця складена за даними сайту Верховної Ради України

### Депутати
За результатами місцевих виборів 2010 року депутатами ради стали:

#### За суб'єктами висування
| Суб'єкт висування               | Кількість обраних депутатів | %    |
| ------------------------------- | --------------------------- | ---- |
| Самовисування                   | 12                          | 75   |
| Політична партія «Наша Україна» | 2                           | 12,5 |
| Комуністична партія України     | 1                           | 6,3  |
| Соціалістична партія України    | 1                           | 6,3  |

#### За округами
| № округу                        | Прізвище, ім'я, по батькові      | Дата визнання обраним | Освіта             | Партійна приналежність                | Відомості про обраного депутата                   |
| ------------------------------- | -------------------------------- | --------------------- | ------------------ | ------------------------------------- | ------------------------------------------------- |
| Комуністична партія України     |                                  |                       |                    |                                       |                                                   |
| 13                              | Молодик Олексій Іванович         | 03.11.2010            | середня            | член Комуністичної партії України     | пенсіонер                                         |
| Політична партія «Наша Україна» |                                  |                       |                    |                                       |                                                   |
| 11                              | Сторона Оксана Олексіївна        | 03.11.2010            | середня спеціальна | член Політичної партії «Наша Україна» | с. Кропивна, касир від Ощадбанку                  |
| 15                              | Гвоздь Микола Володимирович      | 03.11.2010            | середня            | член Політичної партії «Наша Україна» | с. Щербинівка, слюсар газового обладнання         |
| Соціалістична партія України    |                                  |                       |                    |                                       |                                                   |
| 9                               | Реготун Павло Григорович         | 03.11.2010            | вища               | член Соціалістичної партії України    | пенсіонер                                         |
| Самовисування                   |                                  |                       |                    |                                       |                                                   |
| 1                               | Світайло Станіслав Васильович    | 03.11.2010            | середня            | позапартійний                         | Механізатор від «Кропивна», механізатор           |
| 2                               | Опрофат Василь Володимирович     | 03.11.2010            | вища               | позапартійний                         | пенсіонер                                         |
| 3                               | Гаркуша Світлана Миколаївна      | 03.11.2010            | вища               | позапартійна                          | Кропивнянська с/р, секретар                       |
| 4                               | Караванський Олександр Борисович | 03.11.2010            | середня            | позапартійний                         | АЗС «Лукойл −1», оператор                         |
| 5                               | Рябуха Іван Петрович             | 03.11.2010            | середня            | член Партії регіонів                  | СТОВ «Пальміра», бригадир сторожової охорони      |
| 6                               | Дзюбан Іван Іванович             | 03.11.2010            | вища               | позапартійний                         | СТОВ «Пальміра», директор                         |
| 7                               | Корсунська Оксана Володимирівна  | 03.11.2010            | середня спеціальна | член Партії регіонів                  | приватний підприємець                             |
| 8                               | Джулай Віталій Володимирович     | 03.11.2010            | вища               | член Партії регіонів                  | Золотоніська РЕМ, інспектор інспекції енергозбуту |
| 10                              | Моргуненко Віталій Олександрович | 03.11.2010            | середня спеціальна | позапартійний                         | тимчасово не працює                               |
| 12                              | Гнатюк Олена Миколаївна          | 03.11.2010            | середня            | позапартійна                          | Маліївський сільський клуб, завідувачка           |
| 14                              | Дрючило Тетяна Григорівна        | 03.11.2010            | середня спеціальна | позапартійна                          | тимчасово не працює                               |
| 16                              | Пилипенко Наталія Миколаївна     | 03.11.2010            | середня спеціальна | позапартійна                          | тимчасово не працює                               |

## Природно-заповідний фонд
На землях сільради розташовано орнітологічний заказник місцевого значення «Стави» та геологічна пам'ятка природи Городище.